# Poa szechuensis
Poa szechuensis är en gräsart som beskrevs av Alfred Barton Rendle. Poa szechuensis ingår i släktet gröen, och familjen gräs. Inga underarter finns listade i Catalogue of Life.